# Przechadzka Świętego Oficjum

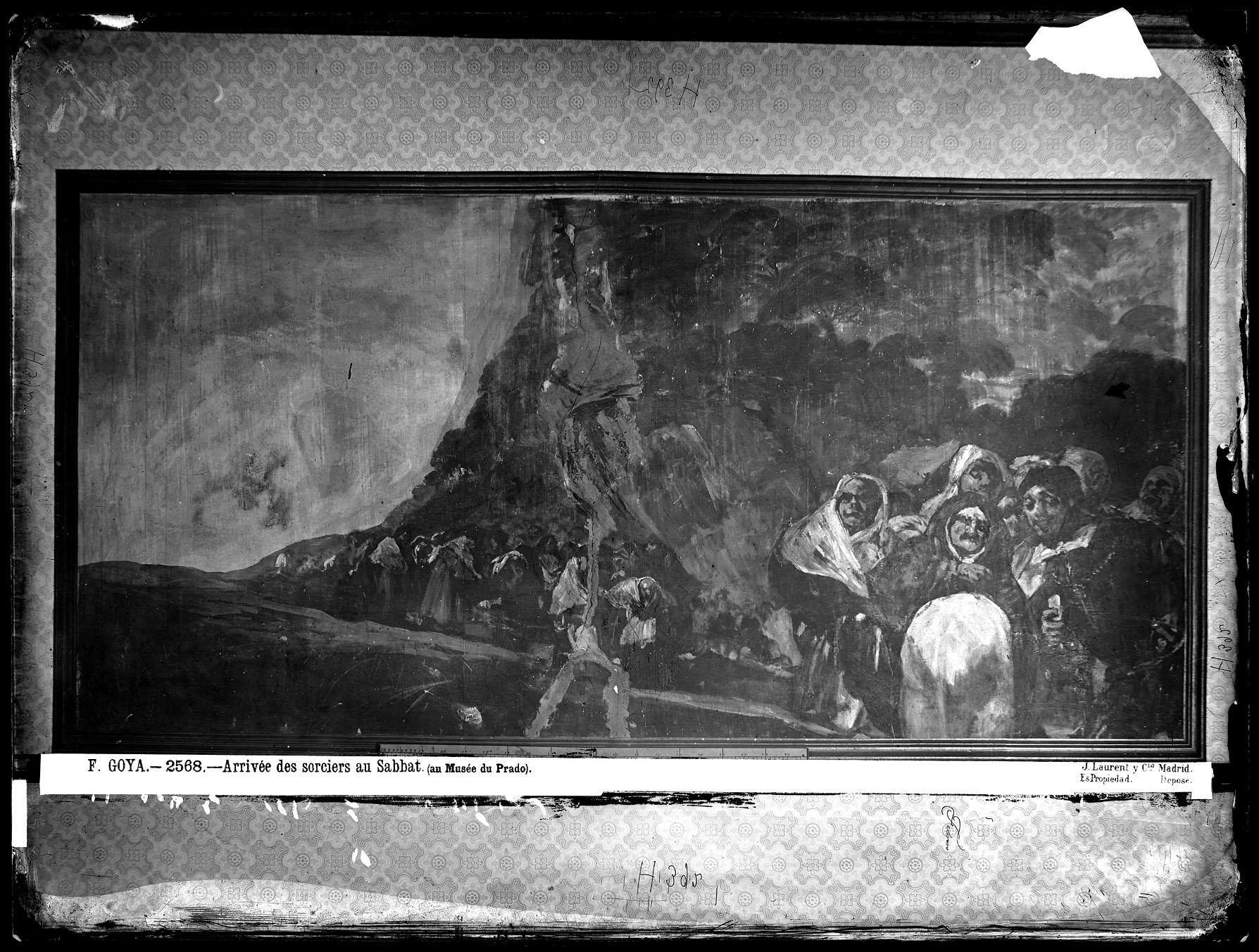
Przechadzka Świętego Oficjum na zdjęciu wykonanym przez Jeana Laurenta w domu Goi ok. 1874 r., zanim obraz został przeniesiony na płótno

Przechadzka Świętego Oficjum lub Procesja Świętej Inkwizycji lub Pielgrzymka do źródła św. Izydora (hiszp. El Santo Oficio lub Peregrinación a la fuente de San Isidro) – malowidło ścienne hiszpańskiego malarza Francisca Goi.

## Okoliczności powstania
To dzieło należy do cyklu 14 czarnych obrazów – malowideł wykonanych przez Goyę na ścianach jego domu Quinta del Sordo w latach 1819-23. Zostały one sfotografowane przez Jeana Laurenta, a następnie przeniesione na płótna w latach 1874-78 przez malarza Salvadora Martíneza Cubellsa. Obecnie znajdują się w zbiorach Muzeum Prado. Goya wykonał ten szczególny cykl obrazów na kilka lat przed śmiercią. Wyrażają one jego lęk przed starością i samotnością, są również satyrą rodzaju ludzkiego i państwa hiszpańskiego.

## Analiza
Krytycy nie są zgodni co do tego, co przedstawia obraz. Przyjaciel Goi Antonio de Brugada, który przeprowadził inwentarz w Quinta del Sordo po śmierci artysty w 1828 roku nadał temu malowidłu roboczy tytuł El Santo Oficio (Święte Oficjum). Sugerował się postacią w prawym dolnym rogu, która nosi XVII-wieczny strój typowy dla trybunału Inkwizycji i wydaje się stać na czele procesji. Jednak żadna z pozostałych postaci nie wydaje się związana z Inkwizycją. Tłum groteskowych postaci: staruszek, zakonnic lub dewotek zmierza w pochodzie do nieokreślonego miejsca. Tytuł Pielgrzymka do źródła św. Izydora nawiązuje do obchodów lokalnego madryckiego święta. Wierni udawali się wtedy do świętego źródełka nieopodal eremu św. Izydora, aby zaczerpnąć uzdrawiającej wody.
Kompozycja ma zachwianą równowagę, ponieważ większość postaci została stłoczona w prawym dolnym rogu obrazu. Tak jak w przypadku innych czarnych malowideł paleta barw jest bardzo ograniczona, dominuje czerń, ochra, brąz i odcienie szarości. To dzieło, podobnie jak cała seria, zawiera elementy właściwe dla XX-wiecznego ekspresjonizmu.